# Takashi Hishikari
Takashi Hishikari (菱刈 隆, Hishikari Takashi) (27 décembre 1871 - 31 juillet 1952) est un général de l'armée impériale japonaise.

## Biographie
Né à Kagoshima, Hishikari est diplômé de la 5e promotion de l'académie de l'armée impériale japonaise en 1894.
Durant la première guerre sino-japonaise, Hishikari est officier du 3e régiment d'infanterie. Il retourne ensuite à l'école militaire impériale du Japon et sort diplômé de la 16e promotion en 1902. Il est ensuite nommé commandant du 26e régiment d'infanterie. 
Après avoir servi brièvement comme chef d'État-major du gouverneur-général de Taïwan, Hishikari devient chef d'État-major de la 1re armée durant la guerre russo-japonaise. Il sert ensuite durant l'intervention en Sibérie pendant la guerre civile russe.
Dans la période d'entre-guerre, Hishikari tient divers postes, dont commandant de l'académie militaire, commandant du 4e régiment d'infanterie, chef d'État-major de la 2e division, et commandant de la 23e brigade d'infanterie. Il est promu général de brigade en juillet 1918, et général de division en août 1928. Il est ensuite commandant de la 8e division, de la 4e, et de l'armée japonaise de Taïwan. Il est promu général de corps d'armée en août 1929.
En 1930, Hishikari devient commandant-en-chef de l'armée japonaise du Guandong en Mandchourie. Il est remplacé le 1er août 1931, moins d'un mois avant l'incident de Mukden.
Après l'opération Nekka (l'invasion du nord de la Chine), Hishikari est promu en 1933 commandant-en-chef de l'armée du Guandong pour la seconde fois. Durant cette brève période de commandement, il arrange l'accord entre le Japon et la Chine le 7 août 1933 par lequel le Japon se retire au nord de la Grande muraille. Il commande également les opérations de pacification du Mandchoukouo et devient ambassadeur du Japon dans le nouvel État du Mandchoukouo.
Le 25 septembre 1933, l'Union soviétique proteste contre la prise du Mandchoukouo du chemin de fer de l'Est chinois, accusant d'un complot élaboré soigneusement à Harbin lors d'une série de rencontres de la mission militaire japonaise avec les administrateurs japonais du Mandchoukouo. Les Japonais avaient offert d'acheter le chemin de fer aux Russes quelques mois plus tôt. Le 10 décembre 1934, Hishikari est remplacé par le général Jirō Minami.
Hishikari sert comme membre du conseil de guerre suprême de 1934 à 1935, puis entre dans la réserve. Il se retire complètement de l'armée en avril 1941. De 1943 à  sa mort, il est président de l'association japonaise de kendō.